# Frutos (direito)
Em Direitos Reais, frutos são bens ou utilidades provenientes de outras  preexistentes, sejam móveis ou imóveis. Se separados, não determinam a sua destruição total ou parcial.
Os frutos devem apresentar três requisitos:
- periodicidade: são produzidos periodicamente pela coisa principal;
- inalterabilidade da substância da coisa principal: não diminuem a substância da coisa principal;
- separabilidade da coisa principal.

Os frutos nascem e renascem periodicamente da coisa, sem se desfalcar a sua substância, enquanto os produtos dela se retiram ao mesmo tempo que a diminuem quantitativamente.
Os produtos são utilidades que se retiram de uma coisa, diminuindo-a até o esgotamento (ex: minério, lenha etc.). Portanto, a principal distinção entre fruto e produto é que, enquanto a separação do fruto não altera a substância da coisa principal, a extração do produto determina sua progressiva diminuição.
Fructus est quidquid nasci et renasci potest. Fructus est quidquid ex re nasci et renasci solet, isto é, a possibilidade de nascer e renascer sem diminuição ou deterioração da coisa principal caracteriza o fruto e o distingue do produto.

## Espécies de frutos

### Naturais
São aqueles que provêm diretamente da coisa principal, eventualmente com o concurso do trabalho humano (ex: produtos agrícolas, partes aproveitáveis de animais),aqueles que não são passados pela indústria.

### Industriais
Assim se denominam os que aparecem pela mão do homem, isto é, os que surgem em razão da atuação ou indústria do homem sobre a natureza, como a produção da fábrica.

### Civis
São aqueles que se obtém da coisa em troca do proveito que outro faça dela: o dinheiro a que o proprietário faz jus, em consequência da cessão da coisa a outro, para que este desfrute dela. Os frutos civis provêm de uma relação jurídica (ex: arrendamento). São, enfim, os rendimentos produzidos pela utilização econômica da coisa principal, decorrentes da concessão do uso e gozo da coisa (ex: juros, pensões, foros, aluguéis, prestações periódicas, em dinheiro, decorrentes da concessão do uso e gozo do bem). 